# 4e étape du Tour de France 2010
Pour un article plus général, voir Tour de France 2010.
La 4e étape du Tour de France 2010 s'est déroulée le mercredi 7 juillet 2010 entre Cambrai et Reims sur 153,5 km. Elle a vu la victoire au sprint du coureur de l'équipe Lampre-Farnese Alessandro Petacchi devant Julian Dean et Edvald Boasson Hagen. Au classement général, Fabian Cancellara conserve son maillot jaune à l'issue de cette étape.

## La course
Dès les premiers kilomètres, cinq coureurs s'échappent du peloton : Dimitri Champion, Francis De Greef, Iñaki Isasi, Iban Mayoz et Nicolas Vogondy. Ils comptent jusqu'à 4 minutes et 30 secondes d'avance sur le peloton mais plus que 20 secondes à 10 kilomètres de l'arrivée. Ils sont repris à trois kilomètres du but. Alessandro Petacchi s'impose en lançant son sprint de loin.

## Sprints intermédiaires
| Premier   | Iban Mayoz       | 6 pts. |
| Deuxième  | Dimitri Champion | 4 pts. |
| Troisième | Francis De Greef | 2 pts. |

| Premier   | Francis De Greef | 6 pts. |
| Deuxième  | Iban Mayoz       | 4 pts. |
| Troisième | Nicolas Vogondy  | 2 pts. |

| - 3. Sprint intermédiaire de Brienne-sur-Aisne (kilomètre 128,5) \| Premier \| Francis De Greef \| 6 pts. \| \| Deuxième \| Iñaki Isasi \| 4 pts. \| \| Troisième \| Nicolas Vogondy \| 2 pts. \| |                  |        |
| Premier | Francis De Greef | 6 pts. |
| Deuxième | Iñaki Isasi      | 4 pts. |
| Troisième | Nicolas Vogondy  | 2 pts. |

## Côtes
- 1. Côte de Vadencourt, 4e catégorie (kilomètre 41)

| Premier   | Iban Mayoz       | 3 pts |
| Deuxième  | Francis De Greef | 2 pts |
| Troisième | Iñaki Isasi      | 1 pt  |

## Classement de l'étape
| Classement de la 4e étape | Classement de la 4e étape | Classement de la 4e étape | Classement de la 4e étape | Classement de la 4e étape |
|                           | Coureur                   | Pays                      | Équipe                    | Temps                     |
| ------------------------- | ------------------------- | ------------------------- | ------------------------- | ------------------------- |
| 1er                       | Alessandro Petacchi       | ITA                       | Lampre-Farnese            | en 3 h 34 min 55 s        |
| 2e                        | Julian Dean               | NZL                       | Garmin-Transitions        | m.t.                      |
| 3e                        | Edvald Boasson Hagen      | NOR                       | Team Sky                  | m.t.                      |
| 4e                        | Robbie McEwen             | AUS                       | Team Katusha              | m.t.                      |
| 5e                        | Robert Hunter             | RSA                       | Garmin-Transitions        | m.t.                      |
| 6e                        | Sébastien Turgot          | FRA                       | BBox Bouygues Telecom     | m.t.                      |
| 7e                        | José Joaquín Rojas        | ESP                       | Caisse d'Épargne          | m.t.                      |
| 8e                        | Daniel Oss                | ITA                       | Liquigas-Doimo            | m.t.                      |
| 9e                        | Thor Hushovd              | NOR                       | Cervélo TestTeam          | m.t.                      |
| 10e                       | Óscar Freire              | ESP                       | Rabobank                  | m.t.                      |
| modifier                  |                           |                           |                           |                           |

## Classement général
| Classement général à la 4e étape | Classement général à la 4e étape | Classement général à la 4e étape | Classement général à la 4e étape | Classement général à la 4e étape |
|                                  | Coureur                          | Pays                             | Équipe                           | Temps                            |
| -------------------------------- | -------------------------------- | -------------------------------- | -------------------------------- | -------------------------------- |
| 1er                              | Fabian Cancellara                | SUI                              | Team Saxo Bank                   | en 18 h 28 min 55 s              |
| 2e                               | Geraint Thomas                   | GBR                              | Team Sky                         | + 23 s                           |
| 3e                               | Cadel Evans                      | AUS                              | BMC Racing                       | + 39 s                           |
| 4e                               | Ryder Hesjedal                   | CAN                              | Garmin-Transitions               | + 46 s                           |
| 5e                               | Sylvain Chavanel                 | FRA                              | Quick Step                       | + 1 min 1 s                      |
| 6e                               | Andy Schleck                     | LUX                              | Team Saxo Bank                   | + 1 min 9 s                      |
| 7e                               | Thor Hushovd                     | NOR                              | Cervélo TestTeam                 | + 1 min 19 s                     |
| 8e                               | Alexandre Vinokourov             | KAZ                              | Astana                           | + 1 min 31 s                     |
| 9e                               | Alberto Contador                 | ESP                              | Astana                           | + 1 min 40 s                     |
| 10e                              | Jurgen Van den Broeck            | BEL                              | Omega Pharma-Lotto               | + 1 min 42 s                     |
| modifier                         |                                  |                                  |                                  |                                  |

## Classements annexes

### Classement par points
| Classement par points | Classement par points | Classement par points | Classement par points | Classement par points |
| --------------------- | --------------------- | --------------------- | --------------------- | --------------------- |
|                       | Coureur               | Pays                  | Équipe                | Point(s)              |
| 1er                   | Thor Hushovd          | NOR                   | Cervélo TestTeam      | 80 points             |
| 2e                    | Alessandro Petacchi   | ITA                   | Lampre-Farnese        | 70 pts                |
| 3e                    | Robbie McEwen         | AUS                   | Team Katusha          | 62 pts                |
| modifier              |                       |                       |                       |                       |

### Classement du meilleur grimpeur
| Classement du meilleur grimpeur | Classement du meilleur grimpeur | Classement du meilleur grimpeur | Classement du meilleur grimpeur | Classement du meilleur grimpeur |
| ------------------------------- | ------------------------------- | ------------------------------- | ------------------------------- | ------------------------------- |
|                                 | Coureur                         | Pays                            | Équipe                          | Point(s)                        |
| 1er                             | Jérôme Pineau                   | FRA                             | Quick Step                      | 13 points                       |
| 2e                              | Sylvain Chavanel                | FRA                             | Quick Step                      | 8 pts                           |
| 3e                              | Rein Taaramäe                   | EST                             | Cofidis                         | 8 pts                           |
| modifier                        |                                 |                                 |                                 |                                 |

### Classement du meilleur jeune
| Classement général du meilleur jeune | Classement général du meilleur jeune | Classement général du meilleur jeune | Classement général du meilleur jeune | Classement général du meilleur jeune |
|                                      | Coureur                              | Pays                                 | Équipe                               | Temps                                |
| ------------------------------------ | ------------------------------------ | ------------------------------------ | ------------------------------------ | ------------------------------------ |
| 1er                                  | Geraint Thomas                       | GBR                                  | Team Sky                             | en 18 h 29 min 18 s                  |
| 2e                                   | Andy Schleck                         | LUX                                  | Team Saxo Bank                       | + 46 s                               |
| 3e                                   | Roman Kreuziger                      | CZE                                  | Liquigas-Doimo                       | + 2 min 1 s                          |
| modifier                             |                                      |                                      |                                      |                                      |

### Classement par équipes
| Classement par équipes | Classement par équipes | Classement par équipes | Classement par équipes |
|                        | Équipe                 | Pays                   | Temps                  |
| ---------------------- | ---------------------- | ---------------------- | ---------------------- |
| 1re                    | Team Saxo Bank         | Danemark               | en 55 h 30 min 40 s    |
| 2e                     | Garmin-Transitions     | États-Unis             | + 11 s                 |
| 3e                     | Team Sky               | Royaume-Uni            | + 25 s                 |
| modifier               |                        |                        |                        |

## Abandon
Aucun abandon.